# Looper: Убиец във времето
„Убиец във времето“ (на английски: Looper), известен още като „Looper: Убиец във времето“, е научнофантастичен американски филм, режисиран и написан от Райън Джонсън.
Участват Джоузеф Гордън-Левит, Брус Уилис и Емили Блънт. В Съединените щати филмът излиза на 28 септември 2012 г., а в България – на 5 октомври 2012 г.

## Награди и номинации
| Награда | Категория                                    | Номиниран(и)                                 | Резултат  |
| ------- | -------------------------------------------- | -------------------------------------------- | --------- |
| Сатурн  | Най-добър научнофантастичен филм             | Най-добър научнофантастичен филм             | номинация |
| Сатурн  | Най-добър монтаж                             | Най-добър монтаж                             | номинация |
| Сатурн  | Най-добър режисьор                           | Райън Джонсън                                | номинация |
| Сатурн  | Най-добър актьор                             | Джоузеф Гордън-Левит                         | номинация |
| Хюго    | Най-добро сценично представяне (дълга форма) | Най-добро сценично представяне (дълга форма) | номинация |